# 代 (戦国)
代（だい）は、中国戦国時代の末期に存在した国（紀元前228年 - 紀元前222年）で、戦国七雄の一つに数えられる趙の亡命国家。国姓は趙、または嬴（秦の王室と同祖とされる）。首府は代。紀元前222年に秦に滅ぼされた。

河北省蔚県の代国の遺跡

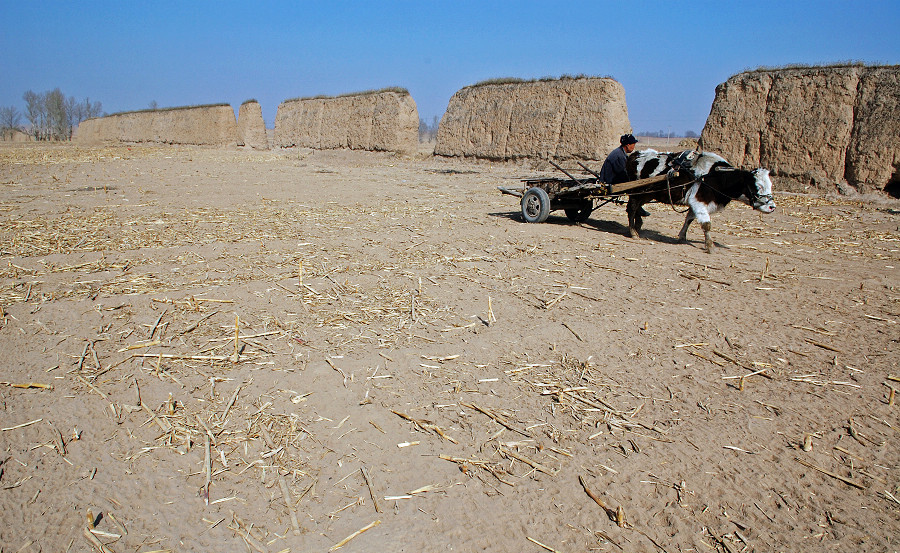
河北省蔚県の代国の遺跡

## 歴史

### 趙の滅亡と建国
紀元前229年、趙は斉との連合も情報が漏れ、旱魃や地震災害につけこまれ、秦に侵攻された。王翦によって買収された幽繆王お気に入りの重臣郭開の讒言により、秦軍を撃退し続けた名将・李牧が殺された。また、司馬尚も更迭された。幽繆王は趙将趙葱・斉将顔聚を率いて迎え撃ったが敗れ、趙葱は戦死した。
紀元前228年、国都邯鄲が落ちた。幽繆王と顔聚が捕虜となり、趙は滅亡した。逃げ延びた趙の大夫らは代の地において、幽繆王の兄の趙公子嘉を擁立し代国とした。

### 滅亡
その後、代は燕と連合して、秦の攻撃に抵抗した。しかし、紀元前222年に王賁が遼東に燕と代を滅ぼすため侵攻した。代王嘉と燕王喜は捕虜となり代と燕は滅んだ。この時点で趙は完全に滅亡した。

## 歴代君主
1. 王嘉（紀元前227年 - 紀元前222年）